# Osojnica (Zenica, BiH)
Osojnica je naseljeno mjesto u gradu Zenici, Federacija Bosne i Hercegovine, BiH.

## Stanovništvo

### 1991.
Nacionalni sastav stanovništva 1991. godine, bio je sljedeći:
ukupno: 180
- Srbi - 149 (82,78%)
- Hrvati - 22 (12,22%)
- Jugoslaveni - 4 (2,22%)
- ostali, neopredijeljeni i nepoznato - 5 (2,78%)

### 2013.
Nacionalni sastav stanovništva 2013. godine, bio je sljedeći:
ukupno: 1
- Bošnjaci - 1 (100%)